# Eleições legislativas de 2009 em Lisboa

## Resultados Oficiais
| Partido                 | Partido                        | Votos   | %               | +/-   |
| ----------------------- | ------------------------------ | ------- | --------------- | ----- |
|                         | Partido Socialista             | 112 076 | 34,79 / 100,00  | 7,69  |
|                         | Partido Social Democrata       | 93 125  | 28,90 / 100,00  | 4,06  |
|                         | CDS – Partido Popular          | 36 982  | 11,48 / 100,00  | 0,94  |
|                         | Bloco de Esquerda              | 31 613  | 9,81 / 100,00   | 1,10  |
|                         | Coligação Democrática Unitária | 27 557  | 8,55 / 100,00   | 0,32  |
|                         | Movimento Esperança Portugal   | 3 357   | 1,04 / 100,00   | Novo  |
|                         | Outros                         | 8 070   | 2,51 / 100,00   |       |
| Votos Inválidos         | Votos Inválidos                | 9 412   | 2,92 / 100,00   | 0,29  |
| Total                   | Total                          | 322 192 | 100,00 / 100,00 |       |
| Eleitorado/Participação | Eleitorado/Participação        | 521 678 | 61,76 / 100,00  | 3,39  |
| Fonte                   | Fonte                          | [ 1 ]   | [ 1 ]           | [ 1 ] |

## Resultados por Freguesia
Os resultados seguintes referem-se aos partidos que obtiveram mais de 1,00% dos votos:
| Freguesia                    | %     | %     | %     | %     | %     | %    | Votantes |
| Freguesia                    | PS    | PSD   | CDS   | BE    | CDU   | MEP  | Votantes |
| ---------------------------- | ----- | ----- | ----- | ----- | ----- | ---- | -------- |
| Ajuda                        | 38,95 | 19,61 | 9,20  | 10,98 | 15,14 | 0,52 | 9 408    |
| Alcântara                    | 35,42 | 25,12 | 10,05 | 10,85 | 12,37 | 0,94 | 8 469    |
| Alto do Pina                 | 30,17 | 36,49 | 13,06 | 7,91  | 5,69  | 1,02 | 5 889    |
| Alvalade                     | 26,67 | 40,63 | 14,15 | 8,23  | 4,68  | 1,52 | 6 390    |
| Ameixoeira                   | 39,45 | 23,48 | 11,17 | 9,72  | 9,43  | 0,96 | 5 937    |
| Anjos                        | 33,71 | 29,01 | 11,86 | 10,75 | 7,96  | 0,76 | 5 236    |
| Beato                        | 38,81 | 21,29 | 10,04 | 10,70 | 12,51 | 0,63 | 7 251    |
| Benfica                      | 35,69 | 28,92 | 11,58 | 9,76  | 8,26  | 0,82 | 24 105   |
| Campo Grande                 | 32,90 | 31,42 | 12,22 | 9,91  | 7,29  | 1,17 | 6 325    |
| Campolide                    | 37,45 | 26,23 | 10,32 | 10,50 | 8,59  | 0,98 | 8 608    |
| Carnide                      | 36,71 | 23,82 | 11,44 | 10,56 | 10,24 | 1,31 | 10 319   |
| Castelo                      | 38,61 | 13,86 | 5,61  | 13,86 | 19,80 | 0,33 | 303      |
| Charneca                     | 42,79 | 19,10 | 10,01 | 9,24  | 11,26 | 0,23 | 3 508    |
| Coração de Jesus             | 33,36 | 30,50 | 11,48 | 11,78 | 6,40  | 0,94 | 2 656    |
| Encarnação                   | 38,72 | 25,41 | 9,26  | 11,00 | 8,97  | 0,87 | 1 728    |
| Graça                        | 35,87 | 26,92 | 9,23  | 11,95 | 9,66  | 0,66 | 3 499    |
| Lapa                         | 26,73 | 39,53 | 15,79 | 7,18  | 4,37  | 1,86 | 5 795    |
| Lumiar                       | 33,53 | 32,49 | 12,80 | 8,95  | 5,92  | 1,76 | 22 066   |
| Madalena                     | 40,00 | 19,61 | 12,94 | 8,63  | 12,94 | 0,78 | 255      |
| Mártires                     | 33,80 | 30,52 | 12,68 | 7,98  | 6,10  | 1,88 | 213      |
| Marvila                      | 42,55 | 15,70 | 8,81  | 11,91 | 13,13 | 0,63 | 19 647   |
| Mercês                       | 37,00 | 23,73 | 10,28 | 11,45 | 10,21 | 1,13 | 2 743    |
| Nossa Senhora de Fátima      | 29,77 | 36,43 | 14,40 | 7,82  | 5,59  | 1,40 | 10 322   |
| Pena                         | 36,94 | 27,04 | 11,83 | 10,69 | 7,62  | 0,64 | 2 637    |
| Penha de França              | 37,38 | 26,98 | 9,51  | 11,88 | 8,58  | 0,57 | 7 560    |
| Prazeres                     | 35,65 | 28,59 | 11,65 | 9,06  | 9,06  | 1,20 | 3 907    |
| Sacramento                   | 36,02 | 23,94 | 8,85  | 11,67 | 10,87 | 1,41 | 497      |
| Santa Catarina               | 43,70 | 22,35 | 8,66  | 10,78 | 7,93  | 0,74 | 2 309    |
| Santa Engrácia               | 37,42 | 25,77 | 8,90  | 10,77 | 9,88  | 0,65 | 2 934    |
| Santa Isabel                 | 30,92 | 34,70 | 13,61 | 8,00  | 6,88  | 1,72 | 4 314    |
| Santa Justa                  | 35,95 | 22,55 | 10,78 | 12,42 | 9,80  | 0    | 306      |
| Santa Maria de Belém         | 30,68 | 33,65 | 13,23 | 8,90  | 7,16  | 1,79 | 5 405    |
| Santa Maria dos Olivais      | 37,78 | 24,69 | 9,50  | 11,02 | 10,18 | 0,80 | 27 973   |
| Santiago                     | 34,49 | 25,05 | 9,83  | 10,60 | 11,37 | 1,16 | 519      |
| Santo Condestável            | 35,34 | 28,06 | 10,36 | 10,82 | 9,13  | 0,84 | 10 011   |
| Santo Estêvão                | 36,40 | 17,75 | 11,91 | 7,31  | 18,90 | 0,82 | 1 217    |
| Santos-o-Velho               | 34,61 | 26,04 | 13,79 | 8,49  | 10,31 | 1,70 | 2 473    |
| São Cristóvão e São Lourenço | 36,71 | 23,42 | 10,39 | 11,18 | 10,39 | 1,71 | 760      |
| São Domingos de Benfica      | 32,48 | 35,38 | 12,03 | 8,18  | 6,08  | 1,23 | 20 376   |
| São Francisco Xavier         | 25,80 | 42,01 | 15,51 | 6,39  | 4,52  | 1,33 | 5 197    |
| São João                     | 37,27 | 25,62 | 9,26  | 12,29 | 9,39  | 0,66 | 8 848    |
| São João de Brito            | 26,49 | 39,72 | 15,04 | 8,08  | 5,30  | 1,06 | 8 271    |
| São João de Deus             | 27,41 | 39,25 | 15,65 | 7,05  | 4,88  | 1,09 | 7 687    |
| São Jorge de Arroios         | 31,63 | 33,39 | 12,11 | 9,71  | 6,96  | 0,98 | 10 925   |
| São José                     | 37,78 | 25,94 | 9,76  | 10,05 | 10,34 | 0,87 | 1 731    |
| São Mamede                   | 29,77 | 35,44 | 15,54 | 8,14  | 5,06  | 1,70 | 3 598    |
| São Miguel                   | 45,07 | 14,46 | 6,95  | 8,63  | 17,71 | 0,90 | 892      |
| São Nicolau                  | 34,32 | 26,68 | 10,92 | 11,23 | 8,11  | 0,78 | 641      |
| São Paulo                    | 39,52 | 22,02 | 9,21  | 11,38 | 11,13 | 0,62 | 1 617    |
| São Sebastião da Pedreira    | 26,45 | 39,76 | 17,91 | 6,70  | 3,76  | 1,55 | 4 763    |
| São Vicente de Fora          | 37,83 | 19,72 | 9,15  | 11,47 | 14,74 | 0,55 | 1 988    |
| Sé                           | 36,09 | 24,06 | 12,32 | 9,42  | 10,87 | 2,03 | 690      |
| Socorro                      | 41,59 | 22,73 | 6,51  | 10,11 | 10,31 | 0,61 | 1 474    |
| Lisboa                       | 34,79 | 28,90 | 11,48 | 9,81  | 8,55  | 1,04 | 322 192  |

#### Ajuda
| Partido                 | Partido                        | Votos  | %               | +/-  |
| ----------------------- | ------------------------------ | ------ | --------------- | ---- |
|                         | Partido Socialista             | 3 664  | 38,95 / 100,00  | 9,19 |
|                         | Partido Social Democrata       | 1 845  | 19,61 / 100,00  | 1,20 |
|                         | Coligação Democrática Unitária | 1 424  | 15,14 / 100,00  | 0,95 |
|                         | Bloco de Esquerda              | 1 033  | 10,98 / 100,00  | 2,03 |
|                         | CDS – Partido Popular          | 866    | 9,20 / 100,00   | 3,97 |
|                         | Outros                         | 302    | 3,19 / 100,00   |      |
| Votos Inválidos         | Votos Inválidos                | 274    | 2,92 / 100,00   | 0,01 |
| Total                   | Total                          | 9 408  | 100,00 / 100,00 |      |
| Eleitorado/Participação | Eleitorado/Participação        | 15 947 | 59,00 / 100,00  | 6,15 |

#### Alcântara
| Partido                 | Partido                        | Votos  | %               | +/-  |
| ----------------------- | ------------------------------ | ------ | --------------- | ---- |
|                         | Partido Socialista             | 3 000  | 35,42 / 100,00  | 8,19 |
|                         | Partido Social Democrata       | 2 127  | 25,12 / 100,00  | 3,11 |
|                         | Coligação Democrática Unitária | 1 048  | 12,37 / 100,00  | 0,39 |
|                         | Bloco de Esquerda              | 919    | 10,85 / 100,00  | 1,43 |
|                         | CDS – Partido Popular          | 851    | 10,05 / 100,00  | 2,19 |
|                         | Outros                         | 278    | 3,27 / 100,00   |      |
| Votos Inválidos         | Votos Inválidos                | 246    | 2,91 / 100,00   | 0,26 |
| Total                   | Total                          | 8 469  | 100,00 / 100,00 |      |
| Eleitorado/Participação | Eleitorado/Participação        | 13 878 | 61,02 / 100,00  | 3,27 |

#### Alto do Pina
| Partido                 | Partido                        | Votos  | %               | +/-  |
| ----------------------- | ------------------------------ | ------ | --------------- | ---- |
|                         | Partido Social Democrata       | 2 149  | 36,49 / 100,00  | 3,69 |
|                         | Partido Socialista             | 1 777  | 30,17 / 100,00  | 7,28 |
|                         | CDS – Partido Popular          | 769    | 13,06 / 100,00  | 1,98 |
|                         | Bloco de Esquerda              | 466    | 7,91 / 100,00   | 0,02 |
|                         | Coligação Democrática Unitária | 335    | 5,69 / 100,00   | 0,50 |
|                         | Movimento Esperança Portugal   | 60     | 1,02 / 100,00   | Novo |
|                         | Outros                         | 135    | 2,30 / 100,00   |      |
| Votos Inválidos         | Votos Inválidos                | 198    | 3,36 / 100,00   | 0,31 |
| Total                   | Total                          | 5 889  | 100,00 / 100,00 |      |
| Eleitorado/Participação | Eleitorado/Participação        | 10 229 | 57,57 / 100,00  | 1,77 |

#### Alvalade
| Partido                 | Partido                        | Votos | %               | +/-  |
| ----------------------- | ------------------------------ | ----- | --------------- | ---- |
|                         | Partido Social Democrata       | 2 596 | 40,63 / 100,00  | 7,28 |
|                         | Partido Socialista             | 1 704 | 26,67 / 100,00  | 4,44 |
|                         | CDS – Partido Popular          | 904   | 14,15 / 100,00  | 3,82 |
|                         | Bloco de Esquerda              | 526   | 8,23 / 100,00   | 0,52 |
|                         | Coligação Democrática Unitária | 299   | 4,68 / 100,00   | 0,32 |
|                         | Movimento Esperança Portugal   | 97    | 1,52 / 100,00   | Novo |
|                         | Outros                         | 98    | 1,54 / 100,00   |      |
| Votos Inválidos         | Votos Inválidos                | 166   | 2,60 / 100,00   | 0,76 |
| Total                   | Total                          | 6 390 | 100,00 / 100,00 |      |
| Eleitorado/Participação | Eleitorado/Participação        | 9 305 | 68,67 / 100,00  | 1,66 |

#### Ameixeioira
| Partido                 | Partido                        | Votos  | %               | +/-  |
| ----------------------- | ------------------------------ | ------ | --------------- | ---- |
|                         | Partido Socialista             | 2 342  | 39,45 / 100,00  | 7,72 |
|                         | Partido Social Democrata       | 1 394  | 23,48 / 100,00  | 0,55 |
|                         | CDS – Partido Popular          | 663    | 11,17 / 100,00  | 4,66 |
|                         | Bloco de Esquerda              | 577    | 9,72 / 100,00   | 0,90 |
|                         | Coligação Democrática Unitária | 560    | 9,43 / 100,00   | 0,31 |
|                         | Outros                         | 217    | 3,65 / 100,00   |      |
| Votos Inválidos         | Votos Inválidos                | 184    | 3,10 / 100,00   | 0,09 |
| Total                   | Total                          | 5 937  | 100,00 / 100,00 |      |
| Eleitorado/Participação | Eleitorado/Participação        | 10 124 | 58,64 / 100,00  | 6,77 |

#### Anjos
| Partido                 | Partido                        | Votos | %               | +/-  |
| ----------------------- | ------------------------------ | ----- | --------------- | ---- |
|                         | Partido Socialista             | 1 765 | 33,71 / 100,00  | 6,05 |
|                         | Partido Social Democrata       | 1 519 | 29,01 / 100,00  | 0,07 |
|                         | CDS – Partido Popular          | 621   | 11,86 / 100,00  | 2,38 |
|                         | Bloco de Esquerda              | 563   | 10,75 / 100,00  | 1,04 |
|                         | Coligação Democrática Unitária | 417   | 7,96 / 100,00   | 1,25 |
|                         | Outros                         | 181   | 3,44 / 100,00   |      |
| Votos Inválidos         | Votos Inválidos                | 170   | 3,25 / 100,00   | 0,06 |
| Total                   | Total                          | 5 236 | 100,00 / 100,00 |      |
| Eleitorado/Participação | Eleitorado/Participação        | 9 077 | 57,68 / 100,00  | 3,80 |

#### Beato
| Partido                 | Partido                        | Votos  | %               | +/-  |
| ----------------------- | ------------------------------ | ------ | --------------- | ---- |
|                         | Partido Socialista             | 2 814  | 38,81 / 100,00  | 7,38 |
|                         | Partido Social Democrata       | 1 544  | 21,29 / 100,00  | 0,45 |
|                         | Coligação Democrática Unitária | 907    | 12,51 / 100,00  | 0,52 |
|                         | Bloco de Esquerda              | 776    | 10,70 / 100,00  | 2,59 |
|                         | CDS – Partido Popular          | 728    | 10,04 / 100,00  | 3,78 |
|                         | PCTP/MRPP                      | 75     | 1,03 / 100,00   | 0,29 |
|                         | Outros                         | 191    | 2,63 / 100,00   |      |
| Votos Inválidos         | Votos Inválidos                | 216    | 2,98 / 100,00   | 0,10 |
| Total                   | Total                          | 7 251  | 100,00 / 100,00 |      |
| Eleitorado/Participação | Eleitorado/Participação        | 12 111 | 59,87 / 100,00  | 6,71 |

#### Benfica
| Partido                 | Partido                        | Votos  | %               | +/-  |
| ----------------------- | ------------------------------ | ------ | --------------- | ---- |
|                         | Partido Socialista             | 8 604  | 35,69 / 100,00  | 7,62 |
|                         | Partido Social Democrata       | 6 970  | 28,92 / 100,00  | 3,44 |
|                         | CDS – Partido Popular          | 2 792  | 11,58 / 100,00  | 2,40 |
|                         | Bloco de Esquerda              | 2 353  | 9,76 / 100,00   | 0,65 |
|                         | Coligação Democrática Unitária | 1 990  | 8,26 / 100,00   | 0,23 |
|                         | Outros                         | 741    | 3,07 / 100,00   |      |
| Votos Inválidos         | Votos Inválidos                | 655    | 2,71 / 100,00   | 0,49 |
| Total                   | Total                          | 24 105 | 100,00 / 100,00 |      |
| Eleitorado/Participação | Eleitorado/Participação        | 37 238 | 64,73 / 100,00  | 4,17 |

#### Campo Grande
| Partido                 | Partido                        | Votos | %               | +/-  |
| ----------------------- | ------------------------------ | ----- | --------------- | ---- |
|                         | Partido Socialista             | 2 081 | 32,90 / 100,00  | 7,40 |
|                         | Partido Social Democrata       | 1 987 | 31,42 / 100,00  | 4,85 |
|                         | CDS – Partido Popular          | 773   | 12,22 / 100,00  | 0,11 |
|                         | Bloco de Esquerda              | 627   | 9,91 / 100,00   | 1,00 |
|                         | Coligação Democrática Unitária | 461   | 7,29 / 100,00   | 0,31 |
|                         | Movimento Esperança Portugal   | 74    | 1,17 / 100,00   | Novo |
|                         | Outros                         | 124   | 1,96 / 100,00   |      |
| Votos Inválidos         | Votos Inválidos                | 198   | 3,13 / 100,00   | 0,22 |
| Total                   | Total                          | 6 325 | 100,00 / 100,00 |      |
| Eleitorado/Participação | Eleitorado/Participação        | 9 881 | 64,01 / 100,00  | 3,39 |

#### Campolide
| Partido                 | Partido                        | Votos  | %               | +/-  |
| ----------------------- | ------------------------------ | ------ | --------------- | ---- |
|                         | Partido Socialista             | 3 224  | 37,45 / 100,00  | 8,42 |
|                         | Partido Social Democrata       | 2 258  | 26,23 / 100,00  | 2,58 |
|                         | Bloco de Esquerda              | 904    | 10,50 / 100,00  | 1,54 |
|                         | CDS – Partido Popular          | 888    | 10,32 / 100,00  | 2,49 |
|                         | Coligação Democrática Unitária | 739    | 8,59 / 100,00   | 0,05 |
|                         | PCTP/MRPP                      | 97     | 1,13 / 100,00   | 0,18 |
|                         | Outros                         | 250    | 2,89 / 100,00   |      |
| Votos Inválidos         | Votos Inválidos                | 248    | 2,89 / 100,00   | 0,10 |
| Total                   | Total                          | 8 608  | 100,00 / 100,00 |      |
| Eleitorado/Participação | Eleitorado/Participação        | 14 440 | 59,61 / 100,00  | 1,73 |

#### Carnide
| Partido                 | Partido                        | Votos  | %               | +/-  |
| ----------------------- | ------------------------------ | ------ | --------------- | ---- |
|                         | Partido Socialista             | 3 788  | 36,71 / 100,00  | 9,71 |
|                         | Partido Social Democrata       | 2 458  | 23,82 / 100,00  | 2,77 |
|                         | CDS – Partido Popular          | 1 180  | 11,44 / 100,00  | 2,88 |
|                         | Bloco de Esquerda              | 1 090  | 10,56 / 100,00  | 1,66 |
|                         | Coligação Democrática Unitária | 1 057  | 10,24 / 100,00  | 1,51 |
|                         | Movimento Esperança Portugal   | 135    | 1,31 / 100,00   | Novo |
|                         | PCTP/MRPP                      | 104    | 1,01 / 100,00   | 0,01 |
|                         | Outros                         | 196    | 1,91 / 100,00   |      |
| Votos Inválidos         | Votos Inválidos                | 311    | 3,01 / 100,00   | 0,85 |
| Total                   | Total                          | 10 319 | 100,00 / 100,00 |      |
| Eleitorado/Participação | Eleitorado/Participação        | 15 785 | 65,37 / 100,00  | 4,01 |

#### Castelo
| Partido                 | Partido                        | Votos | %               | +/-  |
| ----------------------- | ------------------------------ | ----- | --------------- | ---- |
|                         | Partido Socialista             | 117   | 38,61 / 100,00  | 7,71 |
|                         | Coligação Democrática Unitária | 60    | 19,80 / 100,00  | 2,19 |
|                         | Partido Social Democrata       | 42    | 13,86 / 100,00  | 0,04 |
|                         | Bloco de Esquerda              | 42    | 13,86 / 100,00  | 3,23 |
|                         | CDS – Partido Popular          | 17    | 5,61 / 100,00   | 0,66 |
|                         | PCTP/MRPP                      | 6     | 1,98 / 100,00   | 0,89 |
|                         | Outros                         | 9     | 2,97 / 100,00   |      |
| Votos Inválidos         | Votos Inválidos                | 10    | 3,30 / 100,00   | 0,85 |
| Total                   | Total                          | 303   | 100,00 / 100,00 |      |
| Eleitorado/Participação | Eleitorado/Participação        | 470   | 64,47 / 100,00  | 0,95 |

#### Charneca
| Partido                 | Partido                        | Votos | %               | +/-  |
| ----------------------- | ------------------------------ | ----- | --------------- | ---- |
|                         | Partido Socialista             | 1 501 | 42,79 / 100,00  | 9,81 |
|                         | Partido Social Democrata       | 670   | 19,10 / 100,00  | 1,28 |
|                         | Coligação Democrática Unitária | 395   | 11,26 / 100,00  | 1,14 |
|                         | CDS – Partido Popular          | 351   | 10,01 / 100,00  | 5,20 |
|                         | Bloco de Esquerda              | 324   | 9,24 / 100,00   | 3,40 |
|                         | PCTP/MRPP                      | 40    | 1,14 / 100,00   | 0,53 |
|                         | Outros                         | 103   | 2,94 / 100,00   |      |
| Votos Inválidos         | Votos Inválidos                | 124   | 3,53 / 100,00   | 0,45 |
| Total                   | Total                          | 3 508 | 100,00 / 100,00 |      |
| Eleitorado/Participação | Eleitorado/Participação        | 7 009 | 50,05 / 100,00  | 6,09 |

#### Coração de Jesus
| Partido                 | Partido                        | Votos | %               | +/-  |
| ----------------------- | ------------------------------ | ----- | --------------- | ---- |
|                         | Partido Socialista             | 886   | 33,36 / 100,00  | 5,34 |
|                         | Partido Social Democrata       | 810   | 30,50 / 100,00  | 4,47 |
|                         | Bloco de Esquerda              | 313   | 11,78 / 100,00  | 1,29 |
|                         | CDS – Partido Popular          | 305   | 11,48 / 100,00  | 1,49 |
|                         | Coligação Democrática Unitária | 170   | 6,40 / 100,00   | 0,35 |
|                         | Outros                         | 95    | 3,58 / 100,00   |      |
| Votos Inválidos         | Votos Inválidos                | 77    | 2,90 / 100,00   | 3,38 |
| Total                   | Total                          | 2 656 | 100,00 / 100,00 |      |
| Eleitorado/Participação | Eleitorado/Participação        | 4 512 | 58,87 / 100,00  | 0,14 |

#### Encarnação
| Partido                 | Partido                        | Votos | %               | +/-  |
| ----------------------- | ------------------------------ | ----- | --------------- | ---- |
|                         | Partido Socialista             | 669   | 38,72 / 100,00  | 4,81 |
|                         | Partido Social Democrata       | 439   | 25,41 / 100,00  | 2,39 |
|                         | Bloco de Esquerda              | 190   | 11,00 / 100,00  | 0,97 |
|                         | CDS – Partido Popular          | 160   | 9,26 / 100,00   | 0,29 |
|                         | Coligação Democrática Unitária | 155   | 8,97 / 100,00   | 0,14 |
|                         | Outros                         | 63    | 3,65 / 100,00   |      |
| Votos Inválidos         | Votos Inválidos                | 52    | 3,01 / 100,00   | 0,28 |
| Total                   | Total                          | 1 728 | 100,00 / 100,00 |      |
| Eleitorado/Participação | Eleitorado/Participação        | 3 139 | 55,05 / 100,00  | 3,72 |

#### Graça
| Partido                 | Partido                        | Votos | %               | +/-  |
| ----------------------- | ------------------------------ | ----- | --------------- | ---- |
|                         | Partido Socialista             | 1 255 | 35,87 / 100,00  | 8,54 |
|                         | Partido Social Democrata       | 942   | 26,92 / 100,00  | 2,66 |
|                         | Bloco de Esquerda              | 418   | 11,95 / 100,00  | 1,62 |
|                         | Coligação Democrática Unitária | 338   | 9,66 / 100,00   | 0,47 |
|                         | CDS – Partido Popular          | 323   | 9,23 / 100,00   | 2,62 |
|                         | Outros                         | 112   | 3,21 / 100,00   |      |
| Votos Inválidos         | Votos Inválidos                | 111   | 3,17 / 100,00   | 0,47 |
| Total                   | Total                          | 3 499 | 100,00 / 100,00 |      |
| Eleitorado/Participação | Eleitorado/Participação        | 5 801 | 60,32 / 100,00  | 3,92 |

#### Lapa
| Partido                 | Partido                        | Votos | %               | +/-   |
| ----------------------- | ------------------------------ | ----- | --------------- | ----- |
|                         | Partido Social Democrata       | 2 291 | 39,53 / 100,00  | 10,18 |
|                         | Partido Socialista             | 1 549 | 26,73 / 100,00  | 5,49  |
|                         | CDS – Partido Popular          | 915   | 15,79 / 100,00  | 5,85  |
|                         | Bloco de Esquerda              | 416   | 7,18 / 100,00   | 0,05  |
|                         | Coligação Democrática Unitária | 253   | 4,37 / 100,00   | 0,54  |
|                         | Movimento Esperança Portugal   | 108   | 1,86 / 100,00   | Novo  |
|                         | Outros                         | 109   | 1,88 / 100,00   |       |
| Votos Inválidos         | Votos Inválidos                | 154   | 2,66 / 100,00   | 0,42  |
| Total                   | Total                          | 5 795 | 100,00 / 100,00 |       |
| Eleitorado/Participação | Eleitorado/Participação        | 8 813 | 65,76 / 100,00  | 4,57  |

#### Lumiar
| Partido                 | Partido                        | Votos  | %               | +/-  |
| ----------------------- | ------------------------------ | ------ | --------------- | ---- |
|                         | Partido Socialista             | 7 399  | 33,53 / 100,00  | 7,99 |
|                         | Partido Social Democrata       | 7 169  | 32,49 / 100,00  | 6,73 |
|                         | CDS – Partido Popular          | 2 665  | 12,08 / 100,00  | 0,38 |
|                         | Bloco de Esquerda              | 1 976  | 8,95 / 100,00   | 0,07 |
|                         | Coligação Democrática Unitária | 1 307  | 5,92 / 100,00   | 0,19 |
|                         | Movimento Esperança Portugal   | 388    | 1,76 / 100,00   | Novo |
|                         | Outros                         | 495    | 2,19 / 100,00   |      |
| Votos Inválidos         | Votos Inválidos                | 677    | 3,07 / 100,00   | 0,84 |
| Total                   | Total                          | 22 066 | 100,00 / 100,00 |      |
| Eleitorado/Participação | Eleitorado/Participação        | 33 603 | 65,67 / 100,00  | 3,06 |

#### Madalena
| Partido                 | Partido                        | Votos | %               | +/-  |
| ----------------------- | ------------------------------ | ----- | --------------- | ---- |
|                         | Partido Socialista             | 102   | 40,00 / 100,00  | 1,81 |
|                         | Partido Social Democrata       | 50    | 19,61 / 100,00  | 1,50 |
|                         | CDS – Partido Popular          | 33    | 12,94 / 100,00  | 3,89 |
|                         | Coligação Democrática Unitária | 33    | 12,94 / 100,00  | 1,30 |
|                         | Bloco de Esquerda              | 22    | 8,63 / 100,00   | 5,59 |
|                         | PCTP/MRPP                      | 3     | 1,18 / 100,00   | 0,54 |
|                         | Outros                         | 4     | 1,56 / 100,00   |      |
| Votos Inválidos         | Votos Inválidos                | 8     | 3,14 / 100,00   | 0,99 |
| Total                   | Total                          | 255   | 100,00 / 100,00 |      |
| Eleitorado/Participação | Eleitorado/Participação        | 416   | 61,30 / 100,00  | 5,93 |

#### Mártires
| Partido                 | Partido                        | Votos | %               | +/-  |
| ----------------------- | ------------------------------ | ----- | --------------- | ---- |
|                         | Partido Socialista             | 72    | 33,80 / 100,00  | 8,28 |
|                         | Partido Social Democrata       | 65    | 30,52 / 100,00  | 9,71 |
|                         | CDS – Partido Popular          | 27    | 12,68 / 100,00  | 7,68 |
|                         | Bloco de Esquerda              | 17    | 7,98 / 100,00   | 2,10 |
|                         | Coligação Democrática Unitária | 13    | 6,10 / 100,00   | 1,13 |
|                         | Movimento Esperança Portugal   | 4     | 1,88 / 100,00   | Novo |
|                         | Frente Ecologia e Humanismo    | 3     | 1,41 / 100,00   | Novo |
|                         | Partido Popular Monárquico     | 3     | 1,41 / 100,00   | -    |
|                         | Outros                         | 2     | 0,94 / 100,00   |      |
| Votos Inválidos         | Votos Inválidos                | 7     | 3,29 / 100,00   | 1,23 |
| Total                   | Total                          | 213   | 100,00 / 100,00 |      |
| Eleitorado/Participação | Eleitorado/Participação        | 370   | 57,57 / 100,00  | 2,00 |

#### Marvila
| Partido                 | Partido                        | Votos  | %               | +/-   |
| ----------------------- | ------------------------------ | ------ | --------------- | ----- |
|                         | Partido Socialista             | 8 360  | 42,55 / 100,00  | 12,13 |
|                         | Partido Social Democrata       | 3 084  | 15,70 / 100,00  | 0,48  |
|                         | Coligação Democrática Unitária | 2 580  | 13,13 / 100,00  | 1,29  |
|                         | Bloco de Esquerda              | 2 340  | 11,91 / 100,00  | 3,73  |
|                         | CDS – Partido Popular          | 1 731  | 8,81 / 100,00   | 4,73  |
|                         | PCTP/MRPP                      | 282    | 1,44 / 100,00   | 0,05  |
|                         | Outros                         | 626    | 3,20 / 100,00   |       |
| Votos Inválidos         | Votos Inválidos                | 644    | 3,28 / 100,00   | 0,56  |
| Total                   | Total                          | 19 647 | 100,00 / 100,00 |       |
| Eleitorado/Participação | Eleitorado/Participação        | 36 939 | 53,19 / 100,00  | 6,40  |

#### Mercês
| Partido                 | Partido                        | Votos | %               | +/-  |
| ----------------------- | ------------------------------ | ----- | --------------- | ---- |
|                         | Partido Socialista             | 1 015 | 37,00 / 100,00  | 6,45 |
|                         | Partido Social Democrata       | 651   | 23,73 / 100,00  | 2,90 |
|                         | Bloco de Esquerda              | 314   | 11,45 / 100,00  | 2,06 |
|                         | CDS – Partido Popular          | 282   | 10,28 / 100,00  | 1,40 |
|                         | Coligação Democrática Unitária | 280   | 10,21 / 100,00  | 0,60 |
|                         | Movimento Esperança Portugal   | 31    | 1,13 / 100,00   | Novo |
|                         | Outros                         | 83    | 3,03 / 100,00   |      |
| Votos Inválidos         | Votos Inválidos                | 87    | 3,18 / 100,00   | 0,06 |
| Total                   | Total                          | 2 743 | 100,00 / 100,00 |      |
| Eleitorado/Participação | Eleitorado/Participação        | 4 593 | 59,72 / 100,00  | 4,31 |

#### Nossa Senhora de Fátima
| Partido                 | Partido                        | Votos  | %               | +/-  |
| ----------------------- | ------------------------------ | ------ | --------------- | ---- |
|                         | Partido Social Democrata       | 3 760  | 36,43 / 100,00  | 7,33 |
|                         | Partido Socialista             | 3 073  | 29,77 / 100,00  | 6,22 |
|                         | CDS – Partido Popular          | 1 486  | 14,40 / 100,00  | 2,47 |
|                         | Bloco de Esquerda              | 807    | 7,82 / 100,00   | 0,23 |
|                         | Coligação Democrática Unitária | 577    | 5,59 / 100,00   | 0,23 |
|                         | Movimento Esperança Portugal   | 144    | 1,40 / 100,00   | Novo |
|                         | Outros                         | 208    | 2,01 / 100,00   |      |
| Votos Inválidos         | Votos Inválidos                | 267    | 2,58 / 100,00   | 1,07 |
| Total                   | Total                          | 10 322 | 100,00 / 100,00 |      |
| Eleitorado/Participação | Eleitorado/Participação        | 15 727 | 65,63 / 100,00  | 2,24 |

#### Pena
| Partido                 | Partido                        | Votos | %               | +/-  |
| ----------------------- | ------------------------------ | ----- | --------------- | ---- |
|                         | Partido Socialista             | 974   | 36,94 / 100,00  | 8,73 |
|                         | Partido Social Democrata       | 713   | 27,04 / 100,00  | 3,58 |
|                         | CDS – Partido Popular          | 312   | 11,83 / 100,00  | 2,81 |
|                         | Bloco de Esquerda              | 282   | 10,69 / 100,00  | 1,74 |
|                         | Coligação Democrática Unitária | 201   | 7,62 / 100,00   | 0,18 |
|                         | Outros                         | 78    | 2,96 / 100,00   |      |
| Votos Inválidos         | Votos Inválidos                | 77    | 2,92 / 100,00   | 0,16 |
| Total                   | Total                          | 2 637 | 100,00 / 100,00 |      |
| Eleitorado/Participação | Eleitorado/Participação        | 4 637 | 56,87 / 100,00  | 3,12 |

#### Penha de França
| Partido                 | Partido                        | Votos  | %               | +/-  |
| ----------------------- | ------------------------------ | ------ | --------------- | ---- |
|                         | Partido Socialista             | 2 826  | 37,38 / 100,00  | 7,48 |
|                         | Partido Social Democrata       | 2 040  | 26,98 / 100,00  | 1,24 |
|                         | Bloco de Esquerda              | 898    | 11,88 / 100,00  | 2,33 |
|                         | CDS – Partido Popular          | 719    | 9,51 / 100,00   | 2,07 |
|                         | Coligação Democrática Unitária | 649    | 8,58 / 100,00   | 0,92 |
|                         | Outros                         | 221    | 2,93 / 100,00   |      |
| Votos Inválidos         | Votos Inválidos                | 207    | 2,74 / 100,00   | 0,18 |
| Total                   | Total                          | 7 560  | 100,00 / 100,00 |      |
| Eleitorado/Participação | Eleitorado/Participação        | 12 406 | 60,94 / 100,00  | 4,31 |

#### Prazeres
| Partido                 | Partido                        | Votos | %               | +/-  |
| ----------------------- | ------------------------------ | ----- | --------------- | ---- |
|                         | Partido Socialista             | 1 393 | 35,65 / 100,00  | 7,69 |
|                         | Partido Social Democrata       | 1 117 | 28,59 / 100,00  | 6,99 |
|                         | CDS – Partido Popular          | 455   | 11,65 / 100,00  | 0,36 |
|                         | Bloco de Esquerda              | 354   | 9,06 / 100,00   | 0,76 |
|                         | Coligação Democrática Unitária | 354   | 9,06 / 100,00   | 0,46 |
|                         | Movimento Esperança Portugal   | 47    | 1,20 / 100,00   | Novo |
|                         | Outros                         | 99    | 2,54 / 100,00   |      |
| Votos Inválidos         | Votos Inválidos                | 88    | 2,25 / 100,00   | 0,83 |
| Total                   | Total                          | 3 907 | 100,00 / 100,00 |      |
| Eleitorado/Participação | Eleitorado/Participação        | 6 662 | 58,65 / 100,00  | 1,67 |

#### Sacramento
| Partido                 | Partido                        | Votos | %               | +/-  |
| ----------------------- | ------------------------------ | ----- | --------------- | ---- |
|                         | Partido Socialista             | 179   | 36,02 / 100,00  | 3,08 |
|                         | Partido Social Democrata       | 119   | 23,94 / 100,00  | 0,06 |
|                         | Bloco de Esquerda              | 58    | 11,67 / 100,00  | 0,45 |
|                         | Coligação Democrática Unitária | 54    | 10,87 / 100,00  | 0,45 |
|                         | CDS – Partido Popular          | 44    | 8,85 / 100,00   | 1,00 |
|                         | Movimento Esperança Portugal   | 7     | 1,41 / 100,00   | Novo |
|                         | PCTP/MRPP                      | 6     | 1,21 / 100,00   | 0,41 |
|                         | Outros                         | 10    | 2,00 / 100,00   |      |
| Votos Inválidos         | Votos Inválidos                | 20    | 4,03 / 100,00   | 1,09 |
| Total                   | Total                          | 497   | 100,00 / 100,00 |      |
| Eleitorado/Participação | Eleitorado/Participação        | 882   | 56,35 / 100,00  | 8,31 |

#### Santa Catarina
| Partido                 | Partido                        | Votos | %               | +/-  |
| ----------------------- | ------------------------------ | ----- | --------------- | ---- |
|                         | Partido Socialista             | 1 009 | 43,70 / 100,00  | 1,83 |
|                         | Partido Social Democrata       | 516   | 22,35 / 100,00  | 0,68 |
|                         | Bloco de Esquerda              | 249   | 10,78 / 100,00  | 0,42 |
|                         | CDS – Partido Popular          | 200   | 8,66 / 100,00   | 0,48 |
|                         | Coligação Democrática Unitária | 183   | 7,93 / 100,00   | 0,02 |
|                         | Outros                         | 75    | 3,26 / 100,00   |      |
| Votos Inválidos         | Votos Inválidos                | 77    | 3,34 / 100,00   | 0,21 |
| Total                   | Total                          | 2 309 | 100,00 / 100,00 |      |
| Eleitorado/Participação | Eleitorado/Participação        | 3 953 | 58,41 / 100,00  | 1,36 |

#### Santa Engrácia
| Partido                 | Partido                        | Votos | %               | +/-  |
| ----------------------- | ------------------------------ | ----- | --------------- | ---- |
|                         | Partido Socialista             | 1 098 | 37,42 / 100,00  | 7,94 |
|                         | Partido Social Democrata       | 756   | 25,77 / 100,00  | 0,05 |
|                         | Bloco de Esquerda              | 316   | 10,77 / 100,00  | 2,04 |
|                         | Coligação Democrática Unitária | 290   | 9,88 / 100,00   | 1,29 |
|                         | CDS – Partido Popular          | 261   | 8,90 / 100,00   | 2,98 |
|                         | PCTP/MRPP                      | 30    | 1,02 / 100,00   | 0,13 |
|                         | Outros                         | 80    | 2,73 / 100,00   |      |
| Votos Inválidos         | Votos Inválidos                | 103   | 3,51 / 100,00   | 0,56 |
| Total                   | Total                          | 2 934 | 100,00 / 100,00 |      |
| Eleitorado/Participação | Eleitorado/Participação        | 4 941 | 59,38 / 100,00  | 3,50 |

#### Santa Isabel
| Partido                 | Partido                        | Votos | %               | +/-  |
| ----------------------- | ------------------------------ | ----- | --------------- | ---- |
|                         | Partido Social Democrata       | 1 497 | 34,70 / 100,00  | 7,62 |
|                         | Partido Socialista             | 1 334 | 30,92 / 100,00  | 5,55 |
|                         | CDS – Partido Popular          | 587   | 13,61 / 100,00  | 2,30 |
|                         | Bloco de Esquerda              | 345   | 8,00 / 100,00   | 0,76 |
|                         | Coligação Democrática Unitária | 297   | 6,88 / 100,00   | 0,04 |
|                         | Movimento Esperança Portugal   | 74    | 1,72 / 100,00   | Novo |
|                         | Outros                         | 75    | 1,74 / 100,00   |      |
| Votos Inválidos         | Votos Inválidos                | 105   | 2,43 / 100,00   | 0,95 |
| Total                   | Total                          | 4 314 | 100,00 / 100,00 |      |
| Eleitorado/Participação | Eleitorado/Participação        | 6 782 | 63,61 / 100,00  | 4,04 |

#### Santa Justa
| Partido                 | Partido                        | Votos | %               | +/-   |
| ----------------------- | ------------------------------ | ----- | --------------- | ----- |
|                         | Partido Socialista             | 110   | 35,95 / 100,00  | 11,21 |
|                         | Partido Social Democrata       | 69    | 22,55 / 100,00  | 2,64  |
|                         | Bloco de Esquerda              | 38    | 12,42 / 100,00  | 3,42  |
|                         | CDS – Partido Popular          | 33    | 10,78 / 100,00  | 3,53  |
|                         | Coligação Democrática Unitária | 30    | 9,80 / 100,00   | 1,03  |
|                         | PCTP/MRPP                      | 4     | 1,31 / 100,00   | 0,35  |
|                         | Outros                         | 2     | 0,66 / 100,00   |       |
| Votos Inválidos         | Votos Inválidos                | 20    | 6,53 / 100,00   | 2,74  |
| Total                   | Total                          | 306   | 100,00 / 100,00 |       |
| Eleitorado/Participação | Eleitorado/Participação        | 856   | 35,75 / 100,00  | 14,73 |

#### Santa Maria de Belém
| Partido                 | Partido                        | Votos | %               | +/-  |
| ----------------------- | ------------------------------ | ----- | --------------- | ---- |
|                         | Partido Social Democrata       | 1 819 | 33,65 / 100,00  | 8,57 |
|                         | Partido Socialista             | 1 658 | 30,68 / 100,00  | 8,98 |
|                         | CDS – Partido Popular          | 715   | 13,23 / 100,00  | 1,51 |
|                         | Bloco de Esquerda              | 481   | 8,90 / 100,00   | 0,08 |
|                         | Coligação Democrática Unitária | 387   | 7,16 / 100,00   | 0,45 |
|                         | Movimento Esperança Portugal   | 97    | 1,79 / 100,00   | Novo |
|                         | Outros                         | 115   | 2,13 / 100,00   |      |
| Votos Inválidos         | Votos Inválidos                | 133   | 2,46 / 100,00   | 0,71 |
| Total                   | Total                          | 5 405 | 100,00 / 100,00 |      |
| Eleitorado/Participação | Eleitorado/Participação        | 8 740 | 61,84 / 100,00  | 4,12 |

#### Santa Maria dos Olivais
| Partido                 | Partido                        | Votos  | %               | +/-  |
| ----------------------- | ------------------------------ | ------ | --------------- | ---- |
|                         | Partido Socialista             | 10 567 | 37,78 / 100,00  | 9,77 |
|                         | Partido Social Democrata       | 6 906  | 24,69 / 100,00  | 2,76 |
|                         | Bloco de Esquerda              | 3 083  | 11,02 / 100,00  | 2,49 |
|                         | Coligação Democrática Unitária | 2 849  | 10,18 / 100,00  | 0,59 |
|                         | CDS – Partido Popular          | 2 658  | 9,50 / 100,00   | 2,19 |
|                         | Outros                         | 1 041  | 3,72 / 100,00   |      |
| Votos Inválidos         | Votos Inválidos                | 869    | 3,10 / 100,00   | 0,35 |
| Total                   | Total                          | 27 973 | 100,00 / 100,00 |      |
| Eleitorado/Participação | Eleitorado/Participação        | 44 555 | 62,78 / 100,00  | 5,79 |

#### Santiago
| Partido                 | Partido                        | Votos | %               | +/-   |
| ----------------------- | ------------------------------ | ----- | --------------- | ----- |
|                         | Partido Socialista             | 179   | 34,49 / 100,00  | 10,38 |
|                         | Partido Social Democrata       | 130   | 25,05 / 100,00  | 1,77  |
|                         | Coligação Democrática Unitária | 59    | 11,37 / 100,00  | 1,57  |
|                         | Bloco de Esquerda              | 55    | 10,60 / 100,00  | 0,49  |
|                         | CDS – Partido Popular          | 51    | 9,83 / 100,00   | 1,41  |
|                         | Movimento Esperança Portugal   | 6     | 1,16 / 100,00   | Novo  |
|                         | PCTP/MRPP                      | 6     | 1,16 / 100,00   | 0,22  |
|                         | Outros                         | 11    | 2,12 / 100,00   |       |
| Votos Inválidos         | Votos Inválidos                | 22    | 4,24 / 100,00   | 3,01  |
| Total                   | Total                          | 519   | 100,00 / 100,00 |       |
| Eleitorado/Participação | Eleitorado/Participação        | 860   | 60,35 / 100,00  | 5,61  |

#### Santo Condestável
| Partido                 | Partido                        | Votos  | %               | +/-  |
| ----------------------- | ------------------------------ | ------ | --------------- | ---- |
|                         | Partido Socialista             | 3 538  | 35,34 / 100,00  | 7,74 |
|                         | Partido Social Democrata       | 2 809  | 28,06 / 100,00  | 4,33 |
|                         | Bloco de Esquerda              | 1 083  | 10,82 / 100,00  | 1,39 |
|                         | CDS – Partido Popular          | 1 037  | 10,36 / 100,00  | 0,54 |
|                         | Coligação Democrática Unitária | 914    | 9,13 / 100,00   | 0,19 |
|                         | Outros                         | 314    | 3,14 / 100,00   |      |
| Votos Inválidos         | Votos Inválidos                | 316    | 3,16 / 100,00   | 0,04 |
| Total                   | Total                          | 10 011 | 100,00 / 100,00 |      |
| Eleitorado/Participação | Eleitorado/Participação        | 16 028 | 62,46 / 100,00  | 2,48 |

#### Santo Estêvão
| Partido                 | Partido                        | Votos | %               | +/-   |
| ----------------------- | ------------------------------ | ----- | --------------- | ----- |
|                         | Partido Socialista             | 443   | 36,40 / 100,00  | 10,65 |
|                         | Coligação Democrática Unitária | 230   | 18,90 / 100,00  | 2,24  |
|                         | Partido Social Democrata       | 216   | 17,75 / 100,00  | 0,67  |
|                         | Bloco de Esquerda              | 145   | 11,91 / 100,00  | 2,30  |
|                         | CDS – Partido Popular          | 89    | 7,31 / 100,00   | 3,59  |
|                         | PCTP/MRPP                      | 18    | 1,48 / 100,00   | 0,80  |
|                         | Outros                         | 33    | 2,71 / 100,00   |       |
| Votos Inválidos         | Votos Inválidos                | 43    | 3,54 / 100,00   | 0,36  |
| Total                   | Total                          | 1 217 | 100,00 / 100,00 |       |
| Eleitorado/Participação | Eleitorado/Participação        | 2 078 | 58,57 / 100,00  | 2,87  |

#### Santos-o-Velho
| Partido                 | Partido                        | Votos | %               | +/-  |
| ----------------------- | ------------------------------ | ----- | --------------- | ---- |
|                         | Partido Socialista             | 856   | 34,61 / 100,00  | 8,16 |
|                         | Partido Social Democrata       | 644   | 26,04 / 100,00  | 5,96 |
|                         | CDS – Partido Popular          | 341   | 13,79 / 100,00  | 1,05 |
|                         | Coligação Democrática Unitária | 255   | 10,31 / 100,00  | 0,36 |
|                         | Bloco de Esquerda              | 210   | 8,49 / 100,00   | 0,91 |
|                         | Movimento Esperança Portugal   | 42    | 1,70 / 100,00   | Novo |
|                         | Outros                         | 57    | 2,29 / 100,00   |      |
| Votos Inválidos         | Votos Inválidos                | 68    | 2,75 / 100,00   | 0,04 |
| Total                   | Total                          | 2 473 | 100,00 / 100,00 |      |
| Eleitorado/Participação | Eleitorado/Participação        | 4 171 | 59,29 / 100,00  | 3,92 |

#### São Cristóvão e São Lourenço
| Partido                 | Partido                        | Votos | %               | +/-   |
| ----------------------- | ------------------------------ | ----- | --------------- | ----- |
|                         | Partido Socialista             | 279   | 36,71 / 100,00  | 10,17 |
|                         | Partido Social Democrata       | 178   | 23,42 / 100,00  | 0,45  |
|                         | Bloco de Esquerda              | 85    | 11,18 / 100,00  | 3,28  |
|                         | CDS – Partido Popular          | 79    | 10,39 / 100,00  | 4,05  |
|                         | Coligação Democrática Unitária | 79    | 10,39 / 100,00  | 0,41  |
|                         | Movimento Esperança Portugal   | 13    | 1,71 / 100,00   | Novo  |
|                         | PCTP/MRPP                      | 9     | 1,18 / 100,00   | 0,04  |
|                         | Outros                         | 18    | 2,36 / 100,00   |       |
| Votos Inválidos         | Votos Inválidos                | 20    | 2,63 / 100,00   | 0,38  |
| Total                   | Total                          | 760   | 100,00 / 100,00 |       |
| Eleitorado/Participação | Eleitorado/Participação        | 1 433 | 53,04 / 100,00  | 7,01  |

#### São Domingos de Benfica
| Partido                 | Partido                        | Votos  | %               | +/-  |
| ----------------------- | ------------------------------ | ------ | --------------- | ---- |
|                         | Partido Social Democrata       | 7 209  | 35,38 / 100,00  | 6,47 |
|                         | Partido Socialista             | 6 619  | 32,48 / 100,00  | 5,99 |
|                         | CDS – Partido Popular          | 2 451  | 12,03 / 100,00  | 0,57 |
|                         | Bloco de Esquerda              | 1 667  | 8,18 / 100,00   | 0,56 |
|                         | Coligação Democrática Unitária | 1 239  | 6,08 / 100,00   | 0,29 |
|                         | Movimento Esperança Portugal   | 251    | 1,23 / 100,00   | Novo |
|                         | Outros                         | 400    | 1,97 / 100,00   |      |
| Votos Inválidos         | Votos Inválidos                | 540    | 2,65 / 100,00   | 0,78 |
| Total                   | Total                          | 20 376 | 100,00 / 100,00 |      |
| Eleitorado/Participação | Eleitorado/Participação        | 29 939 | 68,06 / 100,00  | 2,94 |

#### São Francisco Xavier
| Partido                 | Partido                        | Votos | %               | +/-   |
| ----------------------- | ------------------------------ | ----- | --------------- | ----- |
|                         | Partido Social Democrata       | 2 183 | 42,01 / 100,00  | 10,82 |
|                         | Partido Socialista             | 1 341 | 25,80 / 100,00  | 4,03  |
|                         | CDS – Partido Popular          | 806   | 15,51 / 100,00  | 6,73  |
|                         | Bloco de Esquerda              | 332   | 6,39 / 100,00   | 0,73  |
|                         | Coligação Democrática Unitária | 235   | 4,52 / 100,00   | 0,36  |
|                         | Movimento Esperança Portugal   | 69    | 1,33 / 100,00   | Novo  |
|                         | Outros                         | 101   | 1,94 / 100,00   |       |
| Votos Inválidos         | Votos Inválidos                | 130   | 2,51 / 100,00   | 0,94  |
| Total                   | Total                          | 5 197 | 100,00 / 100,00 |       |
| Eleitorado/Participação | Eleitorado/Participação        | 6 996 | 74,29 / 100,00  | 0,04  |

#### São João
| Partido                 | Partido                        | Votos  | %               | +/-  |
| ----------------------- | ------------------------------ | ------ | --------------- | ---- |
|                         | Partido Socialista             | 3 298  | 37,27 / 100,00  | 8,73 |
|                         | Partido Social Democrata       | 2 267  | 25,62 / 100,00  | 1,15 |
|                         | Bloco de Esquerda              | 1 087  | 12,29 / 100,00  | 2,80 |
|                         | Coligação Democrática Unitária | 831    | 9,39 / 100,00   | 0,90 |
|                         | CDS – Partido Popular          | 819    | 9,26 / 100,00   | 2,60 |
|                         | Outros                         | 296    | 3,35 / 100,00   |      |
| Votos Inválidos         | Votos Inválidos                | 250    | 2,82 / 100,00   | 0,02 |
| Total                   | Total                          | 8 848  | 100,00 / 100,00 |      |
| Eleitorado/Participação | Eleitorado/Participação        | 15 196 | 58,23 / 100,00  | 3,73 |

#### São João de Brito
| Partido                 | Partido                        | Votos  | %               | +/-  |
| ----------------------- | ------------------------------ | ------ | --------------- | ---- |
|                         | Partido Social Democrata       | 3 285  | 39,72 / 100,00  | 5,82 |
|                         | Partido Socialista             | 2 191  | 26,49 / 100,00  | 5,29 |
|                         | CDS – Partido Popular          | 1 244  | 15,04 / 100,00  | 1,34 |
|                         | Bloco de Esquerda              | 668    | 8,08 / 100,00   | 0,44 |
|                         | Coligação Democrática Unitária | 438    | 5,30 / 100,00   | 0,05 |
|                         | Movimento Esperança Portugal   | 88     | 1,06 / 100,00   | Novo |
|                         | Outros                         | 169    | 2,05 / 100,00   |      |
| Votos Inválidos         | Votos Inválidos                | 188    | 2,27 / 100,00   | 1,21 |
| Total                   | Total                          | 8 271  | 100,00 / 100,00 |      |
| Eleitorado/Participação | Eleitorado/Participação        | 12 423 | 66,58 / 100,00  | 1,32 |

#### São João de Deus
| Partido                 | Partido                        | Votos  | %               | +/-  |
| ----------------------- | ------------------------------ | ------ | --------------- | ---- |
|                         | Partido Social Democrata       | 3 017  | 39,25 / 100,00  | 6,62 |
|                         | Partido Socialista             | 2 107  | 27,41 / 100,00  | 4,29 |
|                         | CDS – Partido Popular          | 1 203  | 15,65 / 100,00  | 2,88 |
|                         | Bloco de Esquerda              | 542    | 7,05 / 100,00   | 0,35 |
|                         | Coligação Democrática Unitária | 375    | 4,88 / 100,00   | 0,50 |
|                         | Movimento Esperança Portugal   | 84     | 1,09 / 100,00   | Novo |
|                         | Outros                         | 136    | 1,78 / 100,00   |      |
| Votos Inválidos         | Votos Inválidos                | 223    | 2,90 / 100,00   | 1,07 |
| Total                   | Total                          | 7 687  | 100,00 / 100,00 |      |
| Eleitorado/Participação | Eleitorado/Participação        | 11 352 | 67,71 / 100,00  | 1,62 |

#### São Jorge de Arroios
| Partido                 | Partido                        | Votos  | %               | +/-  |
| ----------------------- | ------------------------------ | ------ | --------------- | ---- |
|                         | Partido Social Democrata       | 3 648  | 33,39 / 100,00  | 4,05 |
|                         | Partido Socialista             | 3 456  | 31,63 / 100,00  | 6,47 |
|                         | CDS – Partido Popular          | 1 323  | 12,11 / 100,00  | 0,03 |
|                         | Bloco de Esquerda              | 1 061  | 9,71 / 100,00   | 0,47 |
|                         | Coligação Democrática Unitária | 760    | 6,96 / 100,00   | 0,48 |
|                         | Outros                         | 344    | 3,15 / 100,00   |      |
| Votos Inválidos         | Votos Inválidos                | 333    | 3,05 / 100,00   | 0,19 |
| Total                   | Total                          | 10 925 | 100,00 / 100,00 |      |
| Eleitorado/Participação | Eleitorado/Participação        | 18 167 | 60,14 / 100,00  | 3,03 |

#### São José
| Partido                 | Partido                        | Votos | %               | +/-  |
| ----------------------- | ------------------------------ | ----- | --------------- | ---- |
|                         | Partido Socialista             | 654   | 37,78 / 100,00  | 6,71 |
|                         | Partido Social Democrata       | 449   | 25,94 / 100,00  | 1,56 |
|                         | Coligação Democrática Unitária | 179   | 10,34 / 100,00  | 1,69 |
|                         | Bloco de Esquerda              | 174   | 10,05 / 100,00  | 0,69 |
|                         | CDS – Partido Popular          | 169   | 9,76 / 100,00   | 2,06 |
|                         | Outros                         | 54    | 3,13 / 100,00   |      |
| Votos Inválidos         | Votos Inválidos                | 52    | 3,00 / 100,00   | 0,10 |
| Total                   | Total                          | 1 731 | 100,00 / 100,00 |      |
| Eleitorado/Participação | Eleitorado/Participação        | 3 125 | 55,39 / 100,00  | 4,28 |

#### São Mamede
| Partido                 | Partido                        | Votos | %               | +/-  |
| ----------------------- | ------------------------------ | ----- | --------------- | ---- |
|                         | Partido Social Democrata       | 1 275 | 35,44 / 100,00  | 7,86 |
|                         | Partido Socialista             | 1 071 | 29,77 / 100,00  | 4,41 |
|                         | CDS – Partido Popular          | 559   | 15,54 / 100,00  | 4,34 |
|                         | Bloco de Esquerda              | 293   | 8,14 / 100,00   | 0,33 |
|                         | Coligação Democrática Unitária | 182   | 5,06 / 100,00   | 0,26 |
|                         | Movimento Esperança Portugal   | 61    | 1,70 / 100,00   | Novo |
|                         | Outros                         | 68    | 1,88 / 100,00   |      |
| Votos Inválidos         | Votos Inválidos                | 89    | 2,47 / 100,00   | 2,10 |
| Total                   | Total                          | 3 598 | 100,00 / 100,00 |      |
| Eleitorado/Participação | Eleitorado/Participação        | 5 464 | 65,85 / 100,00  | 2,37 |

#### São Miguel
| Partido                 | Partido                        | Votos | %               | +/-  |
| ----------------------- | ------------------------------ | ----- | --------------- | ---- |
|                         | Partido Socialista             | 402   | 45,07 / 100,00  | 2,90 |
|                         | Coligação Democrática Unitária | 158   | 17,71 / 100,00  | 2,09 |
|                         | Partido Social Democrata       | 129   | 14,46 / 100,00  | 0,84 |
|                         | Bloco de Esquerda              | 77    | 8,63 / 100,00   | 0,46 |
|                         | CDS – Partido Popular          | 62    | 6,95 / 100,00   | 2,90 |
|                         | Outros                         | 26    | 2,93 / 100,00   |      |
| Votos Inválidos         | Votos Inválidos                | 38    | 4,26 / 100,00   | 2,37 |
| Total                   | Total                          | 892   | 100,00 / 100,00 |      |
| Eleitorado/Participação | Eleitorado/Participação        | 1 652 | 54,00 / 100,00  | 5,86 |

#### São Nicolau
| Partido                 | Partido                        | Votos | %               | +/-  |
| ----------------------- | ------------------------------ | ----- | --------------- | ---- |
|                         | Partido Socialista             | 220   | 34,32 / 100,00  | 5,94 |
|                         | Partido Social Democrata       | 171   | 26,68 / 100,00  | 0,75 |
|                         | Bloco de Esquerda              | 72    | 11,23 / 100,00  | 0,52 |
|                         | CDS – Partido Popular          | 70    | 10,92 / 100,00  | 2,75 |
|                         | Coligação Democrática Unitária | 52    | 8,11 / 100,00   | 0,66 |
|                         | Outros                         | 29    | 4,53 / 100,00   |      |
| Votos Inválidos         | Votos Inválidos                | 27    | 4,21 / 100,00   | 0,77 |
| Total                   | Total                          | 641   | 100,00 / 100,00 |      |
| Eleitorado/Participação | Eleitorado/Participação        | 1 131 | 56,68 / 100,00  | 0,02 |

#### São Paulo
| Partido                 | Partido                        | Votos | %               | +/-  |
| ----------------------- | ------------------------------ | ----- | --------------- | ---- |
|                         | Partido Socialista             | 639   | 39,52 / 100,00  | 6,96 |
|                         | Partido Social Democrata       | 356   | 22,02 / 100,00  | 1,23 |
|                         | Bloco de Esquerda              | 184   | 11,38 / 100,00  | 0,91 |
|                         | Coligação Democrática Unitária | 180   | 11,13 / 100,00  | 1,07 |
|                         | CDS – Partido Popular          | 149   | 9,21 / 100,00   | 1,86 |
|                         | PCTP/MRPP                      | 18    | 1,11 / 100,00   | 0,22 |
|                         | Outros                         | 40    | 2,47 / 100,00   |      |
| Votos Inválidos         | Votos Inválidos                | 51    | 3,15 / 100,00   | 0,03 |
| Total                   | Total                          | 1 617 | 100,00 / 100,00 |      |
| Eleitorado/Participação | Eleitorado/Participação        | 3 044 | 53,12 / 100,00  | 2,15 |

#### São Sebastião da Pedreira
| Partido                 | Partido                        | Votos | %               | +/-   |
| ----------------------- | ------------------------------ | ----- | --------------- | ----- |
|                         | Partido Social Democrata       | 1 894 | 39,76 / 100,00  | 10,62 |
|                         | Partido Socialista             | 1 260 | 26,45 / 100,00  | 3,34  |
|                         | CDS – Partido Popular          | 853   | 17,91 / 100,00  | 6,46  |
|                         | Bloco de Esquerda              | 319   | 6,70 / 100,00   | 1,26  |
|                         | Coligação Democrática Unitária | 179   | 3,76 / 100,00   | 0,23  |
|                         | Movimento Esperança Portugal   | 74    | 1,55 / 100,00   | Novo  |
|                         | Outros                         | 82    | 1,72 / 100,00   |       |
| Votos Inválidos         | Votos Inválidos                | 102   | 2,14 / 100,00   | 1,47  |
| Total                   | Total                          | 4 763 | 100,00 / 100,00 |       |
| Eleitorado/Participação | Eleitorado/Participação        | 7 153 | 66,59 / 100,00  | 1,99  |

#### São Vicente de Fora
| Partido                 | Partido                        | Votos | %               | +/-   |
| ----------------------- | ------------------------------ | ----- | --------------- | ----- |
|                         | Partido Socialista             | 752   | 37,83 / 100,00  | 10,96 |
|                         | Partido Social Democrata       | 392   | 19,72 / 100,00  | 0,37  |
|                         | Coligação Democrática Unitária | 293   | 14,74 / 100,00  | 2,67  |
|                         | Bloco de Esquerda              | 228   | 11,47 / 100,00  | 2,71  |
|                         | CDS – Partido Popular          | 182   | 9,15 / 100,00   | 3,30  |
|                         | PCTP/MRPP                      | 24    | 1,21 / 100,00   | 0,46  |
|                         | Outros                         | 50    | 2,50 / 100,00   |       |
| Votos Inválidos         | Votos Inválidos                | 67    | 3,37 / 100,00   | 1,18  |
| Total                   | Total                          | 1 988 | 100,00 / 100,00 |       |
| Eleitorado/Participação | Eleitorado/Participação        | 3 544 | 56,09 / 100,00  | 5,32  |

#### Sé
| Partido                 | Partido                        | Votos | %               | +/-  |
| ----------------------- | ------------------------------ | ----- | --------------- | ---- |
|                         | Partido Socialista             | 249   | 36,09 / 100,00  | 6,23 |
|                         | Partido Social Democrata       | 166   | 24,06 / 100,00  | 1,84 |
|                         | CDS – Partido Popular          | 85    | 12,32 / 100,00  | 2,96 |
|                         | Coligação Democrática Unitária | 75    | 10,87 / 100,00  | 0,38 |
|                         | Bloco de Esquerda              | 65    | 9,42 / 100,00   | 0,44 |
|                         | Movimento Esperança Portugal   | 14    | 2,03 / 100,00   | Novo |
|                         | Outros                         | 12    | 1,72 / 100,00   |      |
| Votos Inválidos         | Votos Inválidos                | 24    | 3,47 / 100,00   | 0,23 |
| Total                   | Total                          | 690   | 100,00 / 100,00 |      |
| Eleitorado/Participação | Eleitorado/Participação        | 1 119 | 61,66 / 100,00  | 1,02 |

#### Socorro
| Partido                 | Partido                        | Votos | %               | +/-  |
| ----------------------- | ------------------------------ | ----- | --------------- | ---- |
|                         | Partido Socialista             | 613   | 41,59 / 100,00  | 6,91 |
|                         | Partido Social Democrata       | 335   | 22,73 / 100,00  | 0,03 |
|                         | Coligação Democrática Unitária | 152   | 10,31 / 100,00  | 1,07 |
|                         | Bloco de Esquerda              | 149   | 10,11 / 100,00  | 1,78 |
|                         | CDS – Partido Popular          | 96    | 6,51 / 100,00   | 2,56 |
|                         | PCTP/MRPP                      | 20    | 1,36 / 100,00   | 0,08 |
|                         | Partido da Nova Democracia     | 16    | 1,09 / 100,00   | 0,13 |
|                         | Outros                         | 47    | 3,18 / 100,00   |      |
| Votos Inválidos         | Votos Inválidos                | 46    | 3,12 / 100,00   | 0,14 |
| Total                   | Total                          | 1 474 | 100,00 / 100,00 |      |
| Eleitorado/Participação | Eleitorado/Participação        | 2 982 | 49,43 / 100,00  | 6,99 |